# Operación King
La operación King, también conocida como caso o proyecto King, es el punto de partida de toda la macrocausa judicial española "Operación Tándem", en la que se investiga una presunta red de espionaje, corrupción y blanqueo de capitales articulada en torno al excomisario de policía José Manuel Villarejo a través de su empresa Cenyt, entre 2010 y 2015.
La operación King tuvo su origen en un encargo de espionaje privado promovido por directivos de la petrolera pública de Guinea Ecuatorial, GEPetrol, representada por el abogado español Francisco Menéndez. El objetivo era obtener información comprometida sobre Gabriel Mbega Obiang, hijo del presidente Teodoro Obiang, con el fin de debilitar su posición dentro del régimen. Villarejo habría cobrado alrededor de 5,3 millones de euros por esta operación, que incluyó interceptaciones telefónicas, obtención ilícita de datos bancarios y personales, y campañas de desprestigio político, todo ello facturado mediante una red de sociedades pantalla.
Según la investigación de la Fiscalía Anticorrupción, el informe King fue uno de los primeros elementos en señalar la existencia de una organización criminal infiltrada en estructuras policiales con fines lucrativos. La causa sirvió de base para abrir el conjunto de piezas posteriores de la operación Tándem.

## Contexto procesal
La pieza King fue instruida por el juez Manuel García-Castellón en el Juzgado Central de Instrucción n.º 6 de la Audiencia Nacional. La investigación se centra en los presuntos delitos de cohecho, organización criminal, revelación de secretos y blanqueo de capitales.
El flujo de dinero procedente de GEPetrol —al menos 3,2 millones de euros según la Agencia Tributaria— fue canalizado a través de empresas pantalla como Framen y transferido mediante operaciones bancarias a Suiza, Panamá y Uruguay, antes de llegar a cuentas españolas vinculadas a Villarejo.

### Desarrollo de la causa
El caso motivó la detención de Villarejo en noviembre de 2017, junto a otros colaboradores como su socio Rafael Redondo y el comisario Carlos Salamanca. Según la querella, Villarejo utilizaba su condición de funcionario policial en activo para prestar servicios ilegales a clientes privados, vulnerando los principios de legalidad y neutralidad del Estado.
El caso King es considerado la pieza fundacional y eje central de la operación Tándem, ya que fue el primero en revelar la existencia de una red de servicios ilegales de inteligencia operada por José Manuel Villarejo desde el interior del Estado. No solo expuso el uso de información policial reservada con fines privados, sino que también puso al descubierto las conexiones entre empresas públicas extranjeras, redes de poder y actores corruptos dentro del aparato estatal español. Además, se ha convertido en un ejemplo paradigmático de corrupción transnacional institucionalizada mediante el uso de estructuras paralelas dentro del Estado. A partir de esta pieza, se abrieron más de cuarenta investigaciones adicionales, entre ellas las denominadas Iron, Land, Pintor, Wine y Kitchen.

### Estado actual
A fecha de junio de 2025, el caso King continúa en fase de instrucción. Aunque ya han sido dictadas sentencias en otras piezas de la causa —como Iron, Land y Pintor en 2023, o Wine en 2025, con penas de hasta ocho años—, la pieza troncal aún no ha sido juzgada.
La Fiscalía considera esta pieza clave para entender el alcance completo de la trama, ya que articula los primeros indicios sobre la creación de una red delictiva con conexiones empresariales, políticas e internacionales, que habría operado al margen del control judicial y policial.